# カンタベリー
カンタベリー (Canterbury) は、イギリス南東部のケント州に位置するシティ・オブ・カンタベリーの旧市街。カンタベリー大聖堂の門前町として形成され、中世からイングランド南部の代表的な巡礼地として栄えてきた。
イングランドで最も人気の高い観光地の一つである。ロンドンから89km程なので日帰り旅行も可能である。

## 名前の由来
かつてこの地にあった古代ローマ人の入植地は古英語でDurou̯ernon （ハンノキの林にある要塞、の意）という名で再建された。この名前は 様々な英語の名前に由来すると考えられている。また、 古ウェールズ語でCair Ceint（ケントの要塞、の意）で知られていた。 この地はジュート人によって占領され、古英語でCantwareburh（ケント人の要塞、の意）で呼ばれるようになり、現在の名前に発展した。

## 歴史

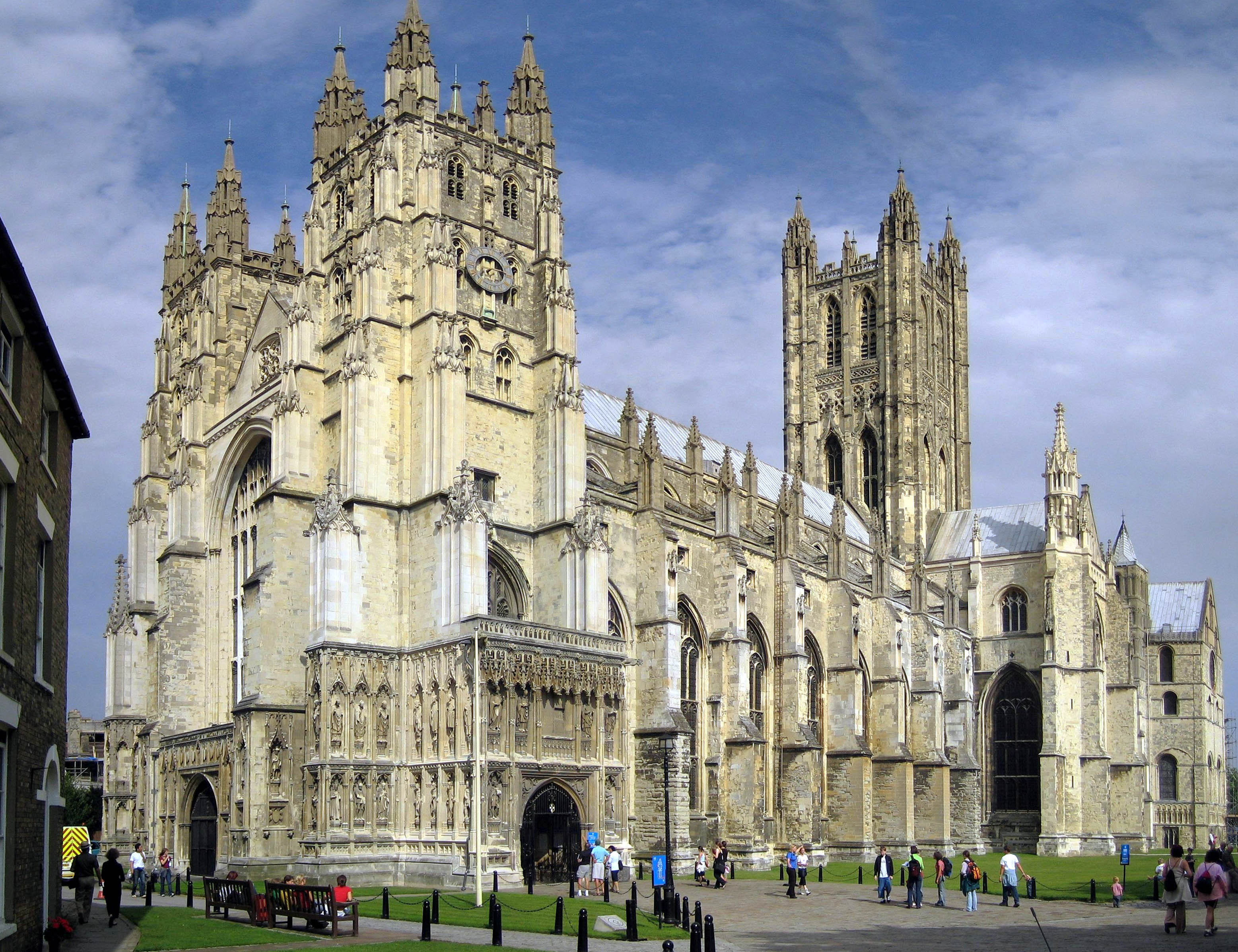
カンタベリー大聖堂

### ローマ人の支配
カンタベリー地域には先史時代から人が住んでいた。前期旧石器時代と新石器時代、青銅器時代の壺がこの地域で発見されている。西暦1世紀ごろ、ローマ人は入植し、デュロヴェルナムカンティアコルムと名付けた。ローマ人は街を再建し、格子状の通り、劇場、寺院、公衆浴場を作った。軍事拠点はなかったが、ルツピアエ（リッチバラ）、デュブレ（ドーバー）、レマナエ（ラインプネ）などのケントの主要な港である街から戦略的に重要な位置に存在していた。 3世紀後半、野蛮人からの攻撃を防ぐために、ローマ人は都市の周りに土手と、53ヘクタールの面積を囲む7つの門のある壁を建設した。

### 聖オーガスティン修道院時代
ローマ人が410年にこの地を去った後、デュロヴェルナムカンティアコルムは、少数の農民を除いて約100年間放棄され、徐々に衰退していった。次の100年間で、ジュート人の難民が到着し、地元の人々と交際するにつれて、アングロ・サクソン人のコミュニティが市壁内に形成されていった。 597年、教皇グレゴリウス1世は、ケント王国（いまのケント州）のエゼルベルート王を改宗させるために修道士アウグスティヌス（のちのカンタベリーのアウグスティヌス）を派遣した。王エセルバートは彼らを好意的に迎え入れ、布教に助力したことから、ここがブリタニア布教の拠点となっていく。改宗後カンタベリーは、ケントの司教管区の中心としてオーガスティンによって選ばれ、修道院と大聖堂が建てられた。そして、601年に修道士アウグスティヌスが初代カンタベリー大司教に就任した。以来、カンタベリーはイングランドのキリスト教の中心地になる。このことが街の復活につながり、陶器、織物、皮革の貿易が発展した。 630年までに、カンタベリーの造幣局で金貨が製造されていた。
842年と851年、カンタベリーはデーン人の襲撃で大きな被害を被った。 978年、ドゥンスタン大司教はアウグスティヌスによって建てられた修道院を再建し、聖オーガスティン修道院と名付けた。
その後ノルマン・コンクエストなど、イングランドの波乱の歴史の中にあっても、カンタベリーは大司教座のある町として権威を高めていく。
1095年にはウィリアム2世と叙任権闘争を起こし大司教が亡命することになった。
1164年カンタベリー大司教トマス・ベケットが裁判権を巡ってヘンリー2世と対立、亡命した。1170年トマス・ベケットは帰国するが、カンタベリー大聖堂内の祭壇で祈っているところをヘンリー2世の騎士に暗殺された。トマス・ベケット大司教が殺害された後、ローマ教皇アレクサンデル3世はトマス・ベケットを殉教したとして列聖した。以後、聖トマス・ベケット殉教の地として、「カンタベリー詣」と呼ばれる巡礼地にカンタベリーは位置付けられ、多くの巡礼者が訪れるようになり、カンタベリーはヨーロッパで最も有名な町の1つになった。

### 13世紀から17世紀
黒死病が1348年にカンタベリーを襲った。 16世紀初頭までに、人口は3,000人に減少した。1381年、ワット・タイラーの乱の最中に農民が教会内に侵入し、当時の大司教が殺害された。
1387年にジェフリー・チョーサーが「カンタベリー物語」を著す。
1534年にヘンリー8世が離婚問題をきっかけに教皇と対立すると、ヘンリー8世は「国王至上法」を出し、カトリックと絶縁。これに対し、カンタベリー大司教はヘンリー8世の離婚を許可する独自の判断を出した。この結果、カンタベリー大司教はローマ教会から事実上分離し独自の路線を歩むことになる。
1559年のエリザベス1世の「統一令」によってカンタベリー大司教座はカンタベリー大主教座と改められ英国国教会の総本山の地位を獲得することになる。16世紀後半から17世紀にかけて、フランスを追われたユグノー教徒が多数カンタベリー地方へ移住して、各種工業にたけていた彼らは英国の工業、特に繊維産業の発展に貢献して、1576年には彼らの礼拝をカンタベリー大聖堂の地下聖堂で行なうまでになった。
1647年、イングランド内戦中、カンタベリーのピューリタン市長がクリスマスの日に教会の礼拝を禁止したときに暴動が発生しました。翌年の暴動の裁判はピューリタンに対する反乱につながり、戦争の第二段階の開始に貢献した。しかし、カンタベリーはメードストンの戦いで勝利した後、国会議員に平和的に降伏した。

### 18世紀以降
市内で最初の新聞であるケンティッシュポストは1717年に設立された。 1768年に新しく設立されたケンティッシュガゼットと合併した。
1848年、聖オーガスティン修道院はイギリス植民地のイングランド国教会の代表者のための宣教師大学として使用するために改装された。1830年から1900年の間に、市の人口は15,000人から24,000人に増加した。
カンタベリー大聖堂はどちらの世界大戦でも深刻な被害を受けなかった。第一次世界大戦中、多くの兵舎と自主病院が市内に設置され、1917年にドイツ帝国の爆撃機がブロードオークロードの近くに墜落した。
第二次世界大戦中、135回の空襲で10,445発の爆弾が投下され、宣教師大学やサイモンラングトン女子グラマースクールを含む市内の731戸の家屋と296棟の建物が破壊された。119人の民間人の命が失われた。最も壊滅的な空襲は、1942年6月1日に発生した。その日だけでも、43人が死亡し、100人近くが負傷した。約800棟の建物が破壊され、1,000棟が深刻な被害を受けた。その図書館は破壊されたが、大聖堂は大きな爆弾による被害を受けず、地元の消防署は木製の屋根についた炎を消した。 1942年10月31日、ドイツ空軍は、60機の戦闘爆撃機に支援された30機のフォッケウルフによってカンタベリーを更に空襲した。民間人は機銃掃射され、市内全域で爆撃され、28発の爆弾が投下され、30人が死亡した。 
戦争が終わる前に、建築家チャールズ・ホールデンは市内中心部を再開発する計画を立てたが、地元の人々は反対し、1945年の地方選挙で市民防衛協会が結成されて権力を握りった。市の中心部の再建は、最終的には戦後10年で始まった。その後しばらくして、市の中心部で増大する交通問題を緩和するために、市壁の外側に環状道路が段階的に建設された。市の最大の拡大は1960年代に起こり、ケント大学がカンタベリーに建設され、カンタベリー・クライスト・チャーチ大学が設立された。
1980年代には、教皇ヨハネパウロ2世とエリザベス2世女王が訪れ、毎年恒例のカンタベリー・フェスティバルが始まった。

## 議会
ウィスターブルを含むカンタベリーの国会議員は、2021年現在労働党のロージー・ダッフィールドである。
カンタベリーは、ウィスターブルとハーンベイとともに、カンタベリー市の地方自治体地区にある。 市は、バートン、ブリーンフォレスト、ノースゲート、セントスティーブンス、ウェストゲート、ウィンチープの6つの選挙区で構成されている。 これらの区には、カンタベリー市議会の50議席のうち11議席がある。 これらの議席の配分は6議席は自由民主党が、4議席は保守党が、1議席は労働党となっている。
市は1461年に郡になり、1888年に地方政府法に基づいて郡区になった。1974年にイギリスで最小の郡区としての地位を失い、ケント郡の管理下に置かれた。

## 文化

### マーロウ劇場
市には、エリザベス朝時代に市で生まれたクリストファー・マーロウにちなんで名付けられたマーロウ劇場がある。

## 教育
ケント大学、カンタベリー・クライスト・チャーチ大学やチョーサー・カレッジなどの教育機関があり、多くの学生が学んでいる。また、世界最古の現役の学校の1つと評されるキングズ・スクールがカンタベリー大聖堂に隣接している。また、土曜にはケント日本語補習校という日本語学校が開かれる。

## 交通
カンタベリー市内には、西カンタベリー駅、東カンタベリー駅という2つの駅が存在する。それぞれの駅にサウスイースタンが乗り入れている。

## 姉妹都市
- ランス、フランス
- ブルーミントン、イリノイ州、アメリカ合衆国
- ウラジーミル、ロシア
- エステルゴム、ハンガリー

## 関係者

### 出身人物
- ウィリアム・ゴセット - 統計学者
- オーランド・ブルーム - 俳優
- ジョージ・ルーク - 海軍提督
- ジョン・ウォード - 作曲家
- スティーヴン・グレイ - 物理学者
- トレヴァー・ピノック - 指揮者、演奏者
- ヒュー・ホッパー - ベーシスト

### 居住その他ゆかりある人物
- シリル・ノースコート・パーキンソン（英語版） - 海軍史家、作家 。「パーキンソンの法則」で知られている。同地で死去。

## ギャラリー

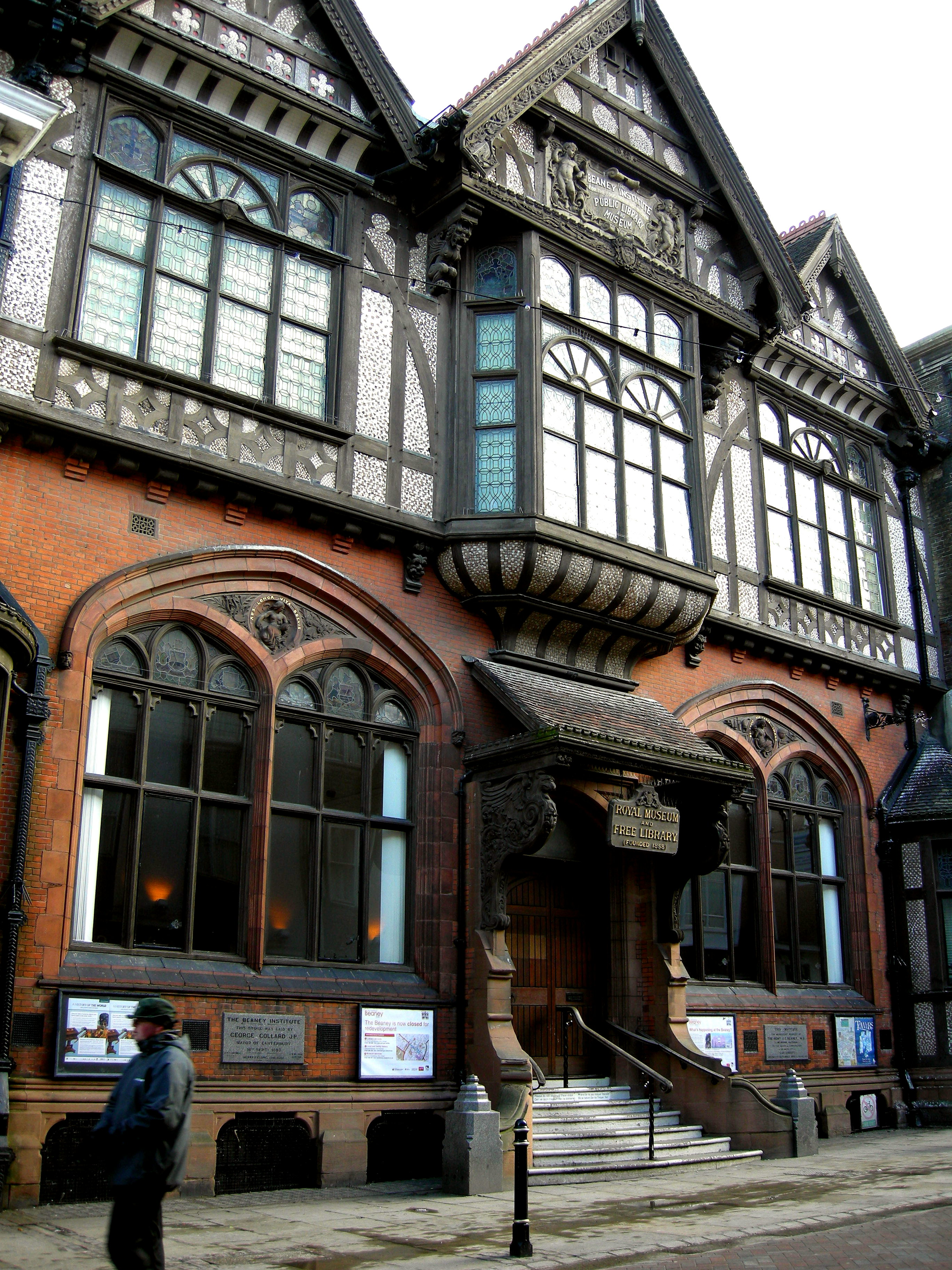
Beaney Institute
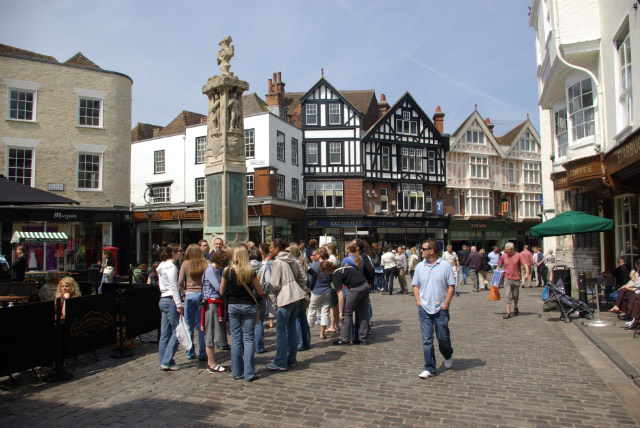
The Buttermarket
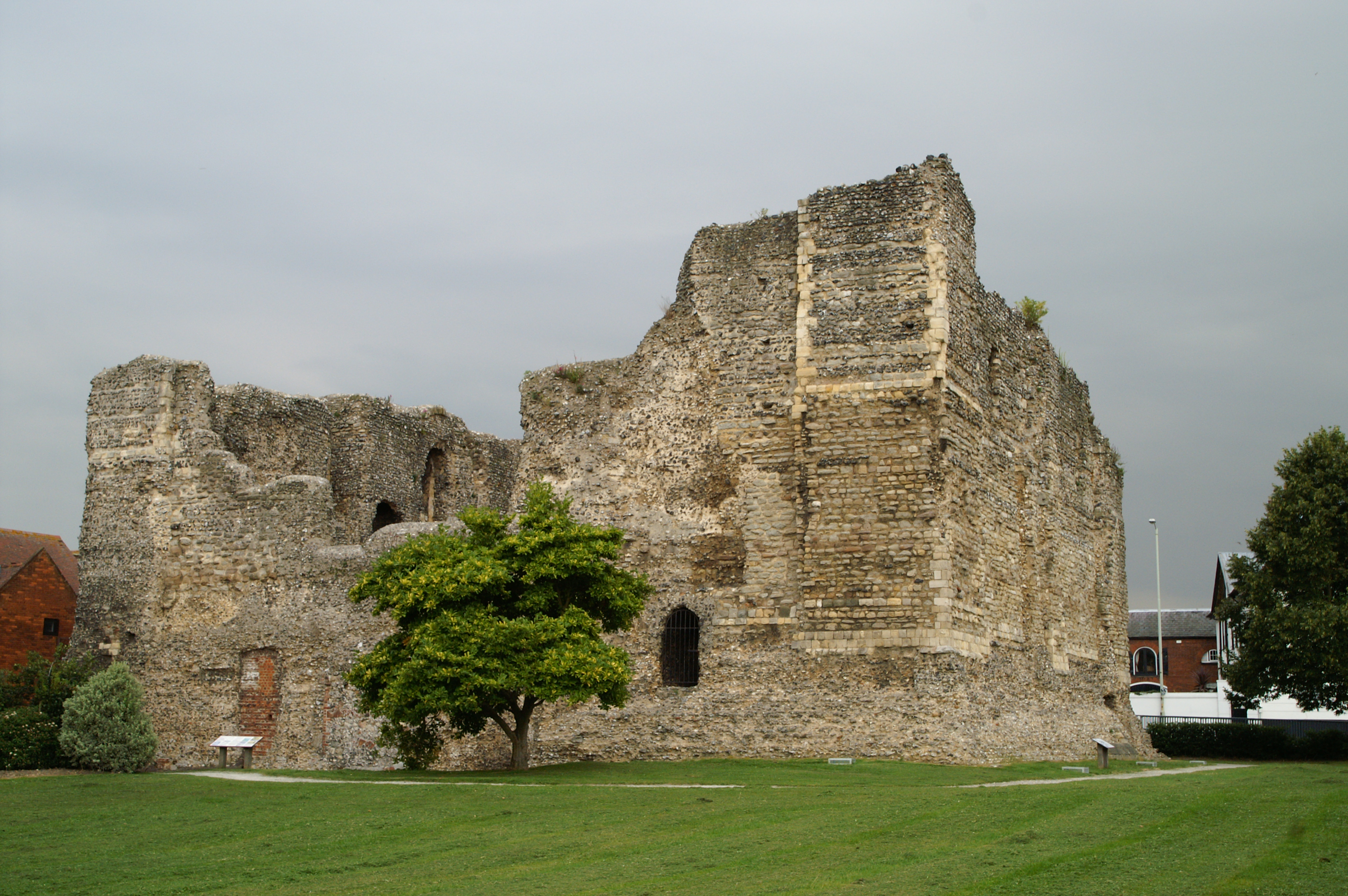
Canterbury Castle
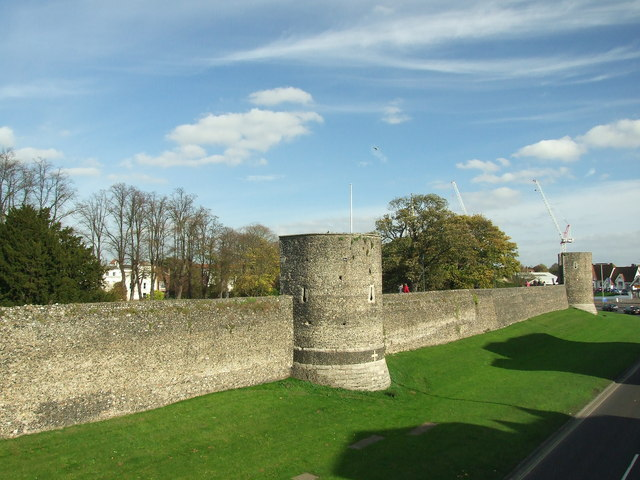
Canterbury's City Walls
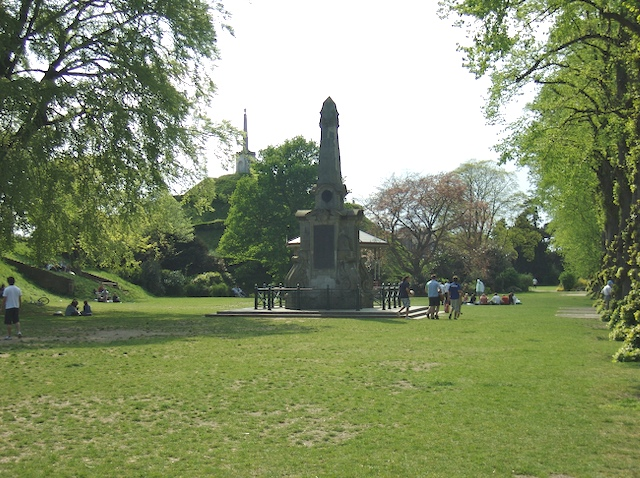
Dane John Gardens
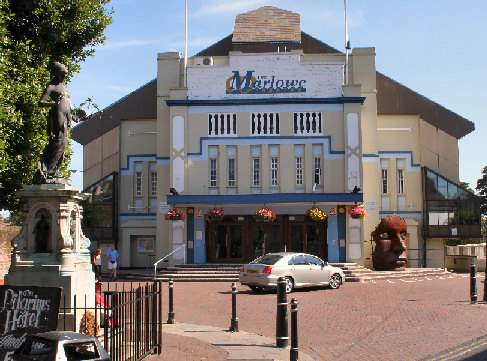
Marlowe Theatre
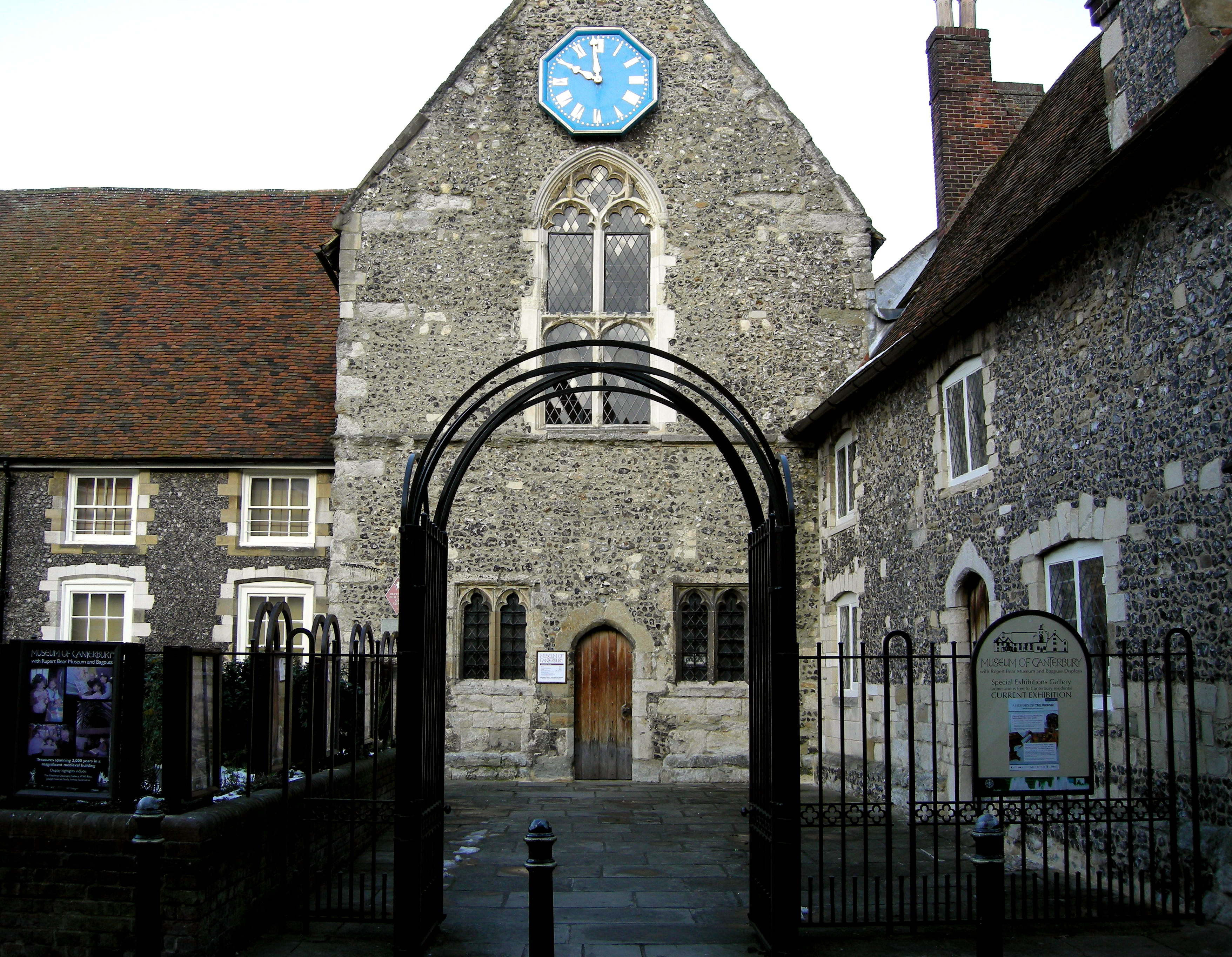
Museum of Canterbury
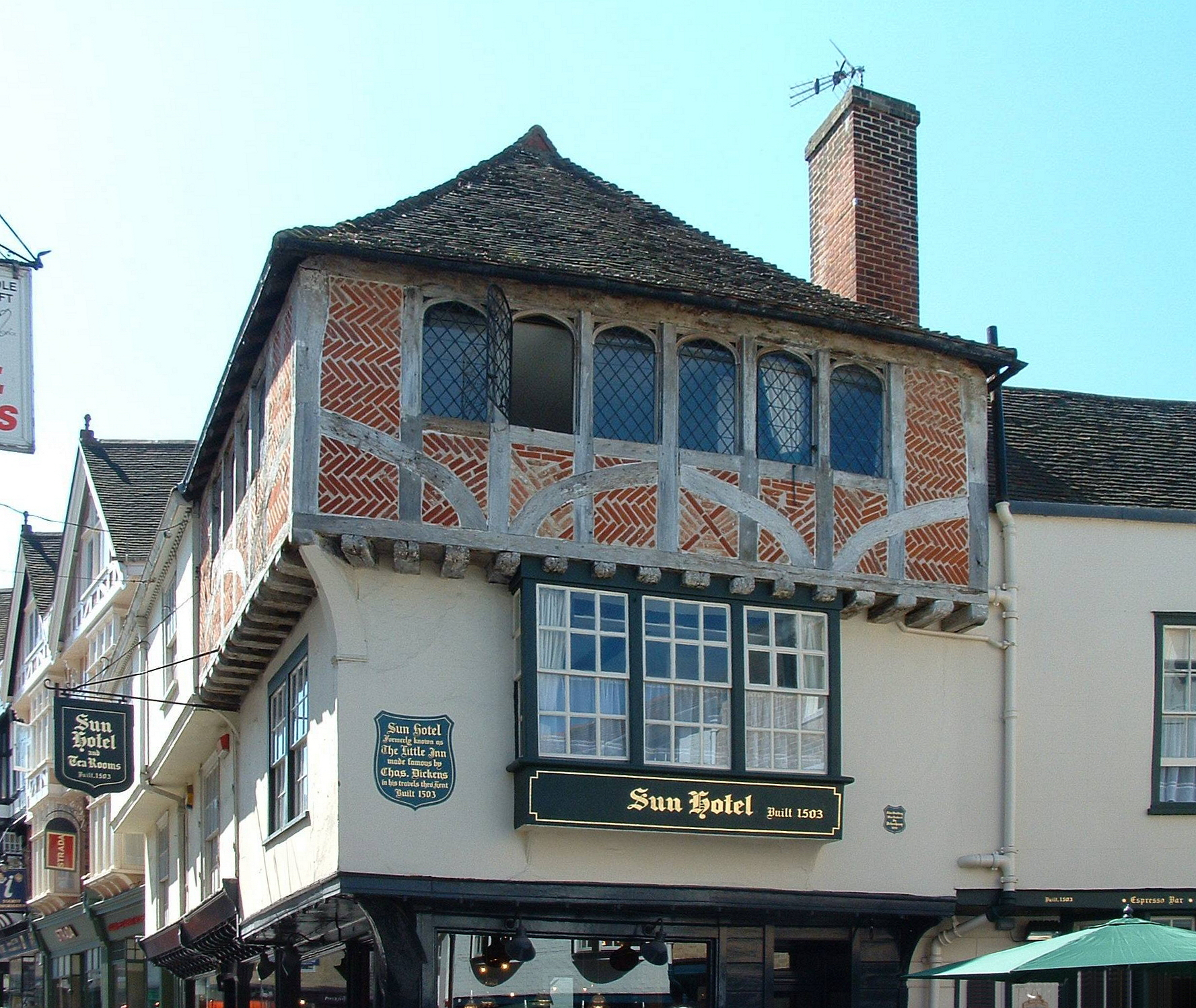
Queen Elizabeth's Guest Chamber
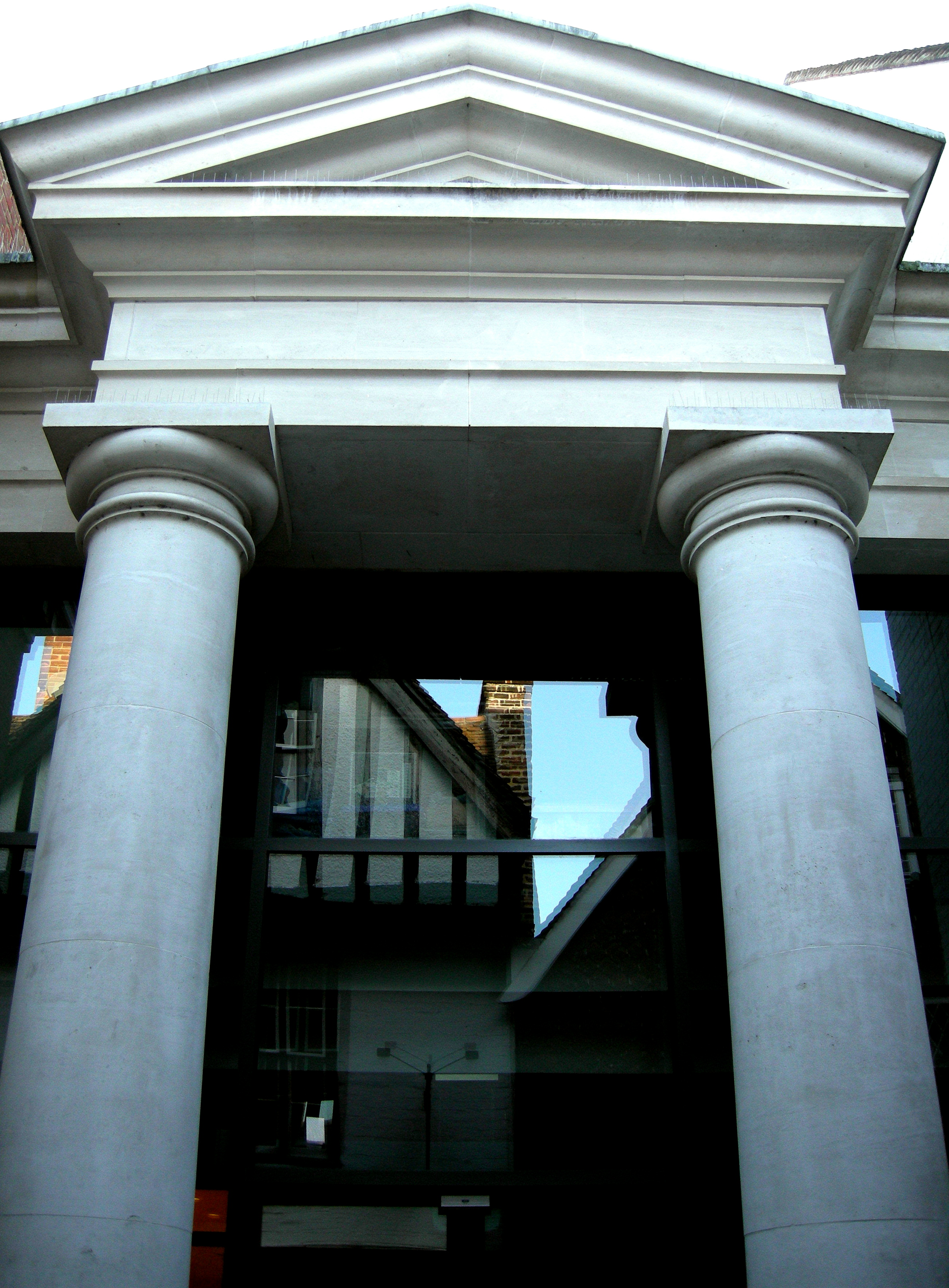
Roman Museum
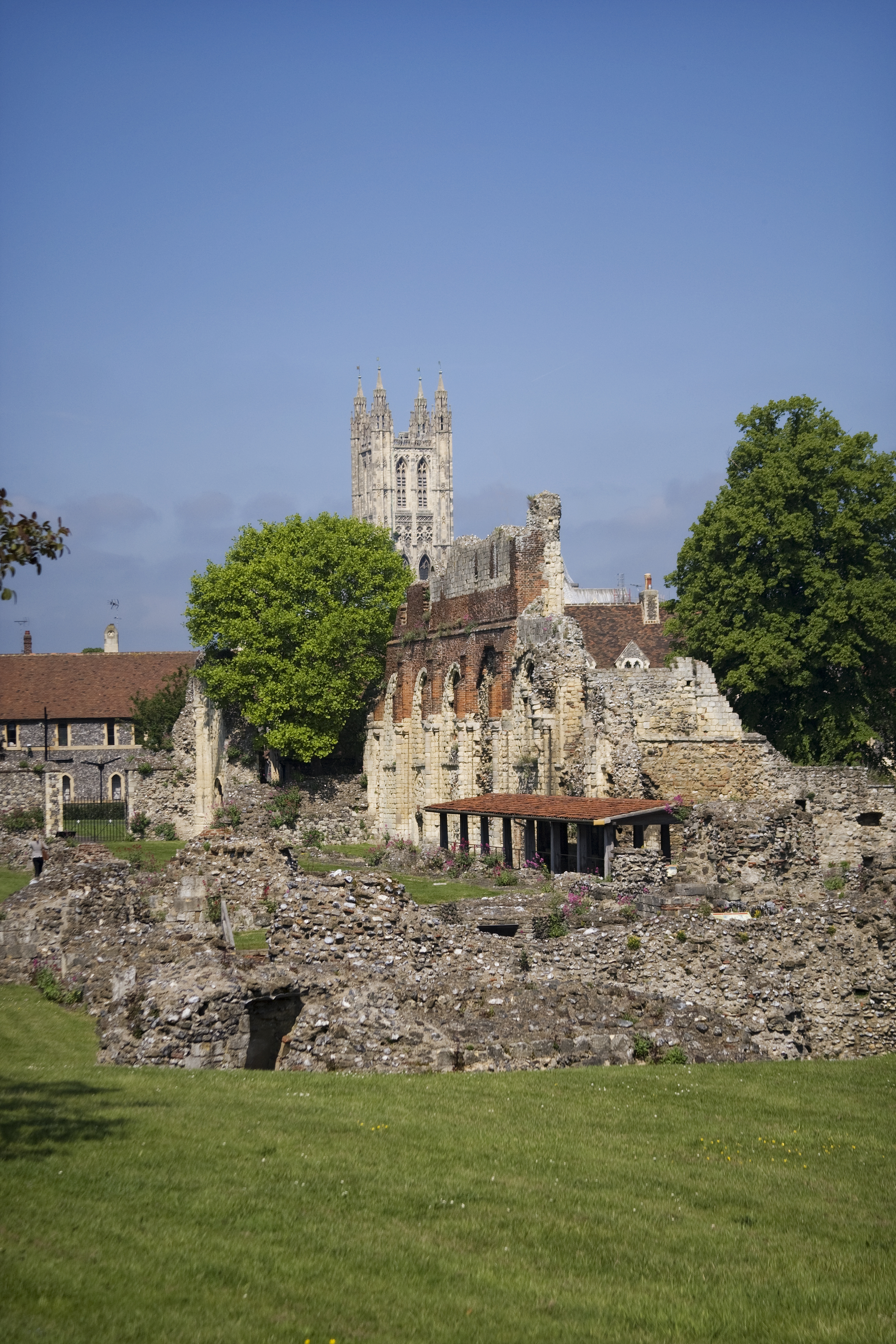
St. Augustine's Abbey
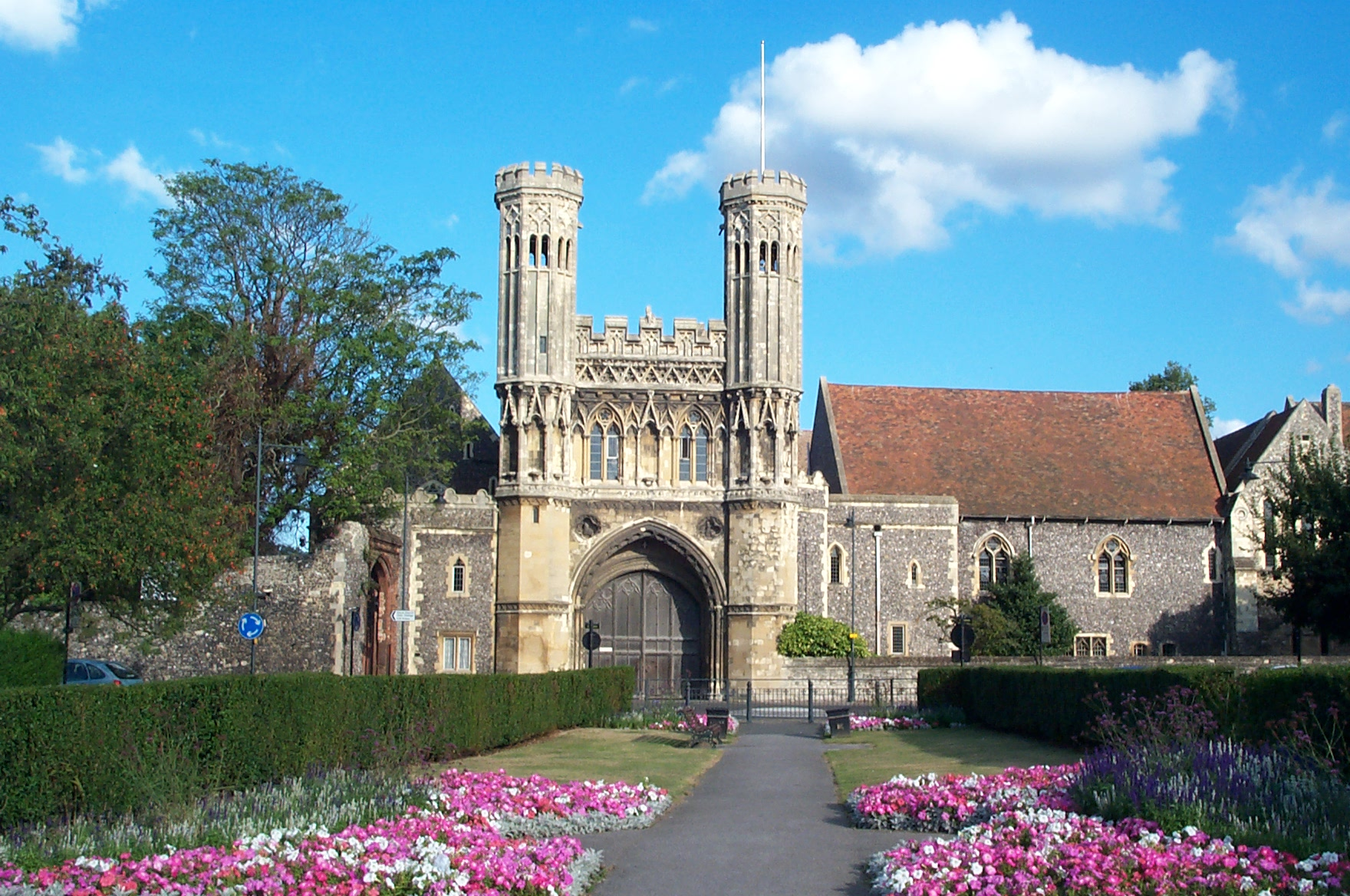
St. Augustine's Abbey gateway
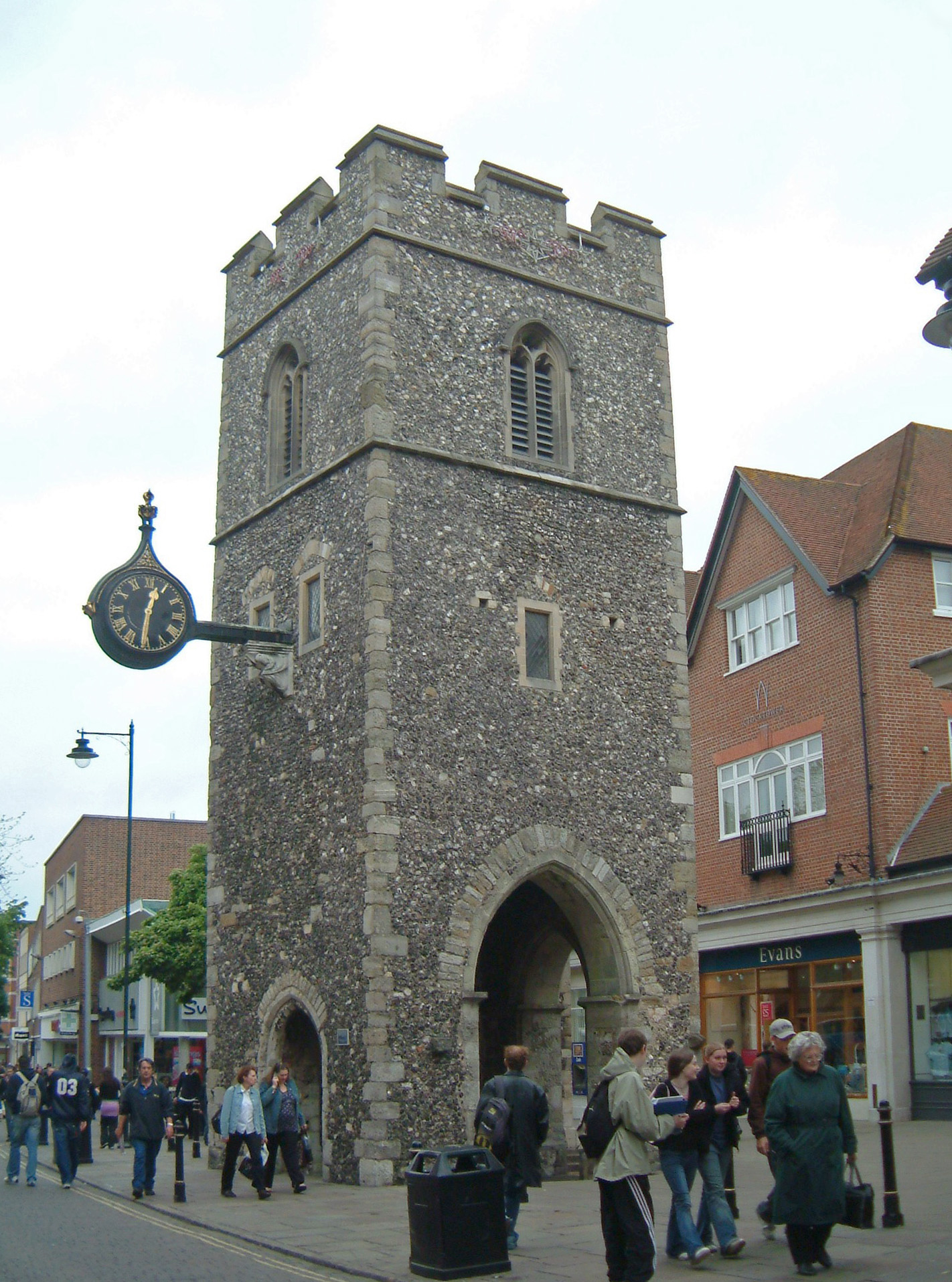
St George's Tower
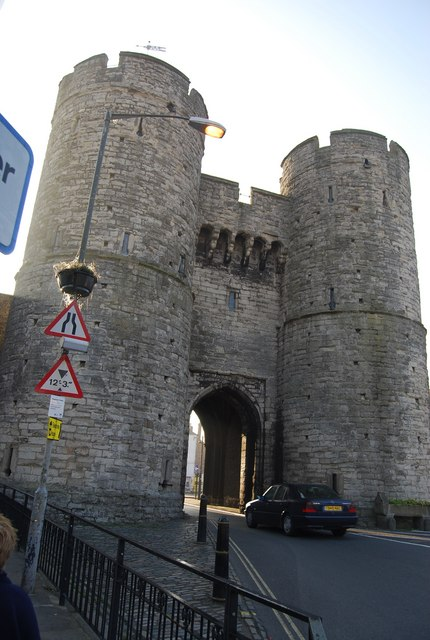
The Westgate
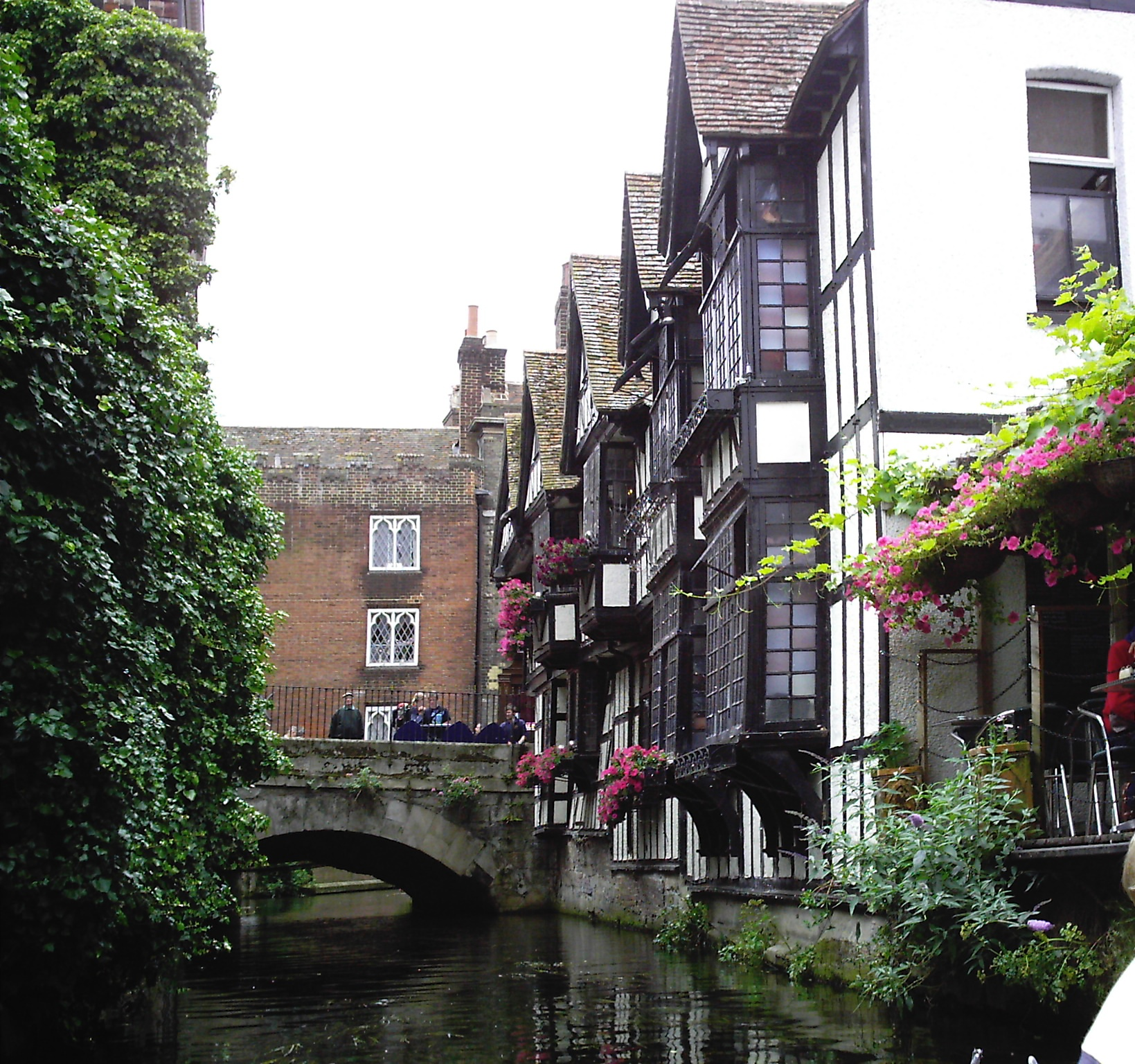
ユグノーの家